# Полхово (Лобезький повіт)
Полхово (пол. Połchowo) — село в Польщі, у гміні Венґожино Лобезького повіту Західнопоморського воєводства.
Населення — 152 особи (2011).
У 1975-1998 роках село належало до Щецинського воєводства.

## Демографія
Демографічна структура станом на 31 березня 2011 року:
|          | Загалом | Допрацездатний вік | Працездатний вік | Постпрацездатний вік |
| -------- | ------- | ------------------ | ---------------- | -------------------- |
| Чоловіки | 82      | 18                 | 57               | 7                    |
| Жінки    | 70      | 16                 | 40               | 14                   |
| Разом    | 152     | 34                 | 97               | 21                   |